# 청송 만우정
만우정은 대한민국 경상북도 청송군 부남면 감연리에 있는 조선시대의 정자이다. 2014년 3월 6일 청송군의 문화유산 제22호로 지정되었다.

## 개요
1804년 현 위치로 이건 한 청송심씨 문중 정자이다.